# Demelza (nome)
Demelza  è un nome proprio di persona inglese femminile.

## Origine e diffusione
Riprende il toponimo di Demelza, una piccola borgata nella parrocchia civile di St Wenn, Cornovaglia; il toponimo è di origine cornica, ma il suo significato non è del tutto certo: un'etimologia plausibile è quella che lo vuole un composto dei termini cornici ty ("casa") e malsai ("anguilla"), quindi "casa delle anguille".
Alcune fonti indicano come significato "forte di Maeldaf", probabilmente identificando nel nome una contrazione di Dinas Maeldaf: di fatto esiste un piccolo forte, di incerta datazione, a Demelza che potrebbe supportare tale ipotesi, però il nome Maeldaf si trova soltanto legato ad un oscuro personaggio delle genealogie gallesi, che nulla ha a che vedere con la Cornovaglia.
Venne adoperato come nome proprio di persona per la prima volta dallo scrittore Winston Graham, per un personaggio dei suoi romanzi della serie Poldark, dalla quale venne tratta l'omonima serie televisiva degli anni settanta. Sull'onda del suo successo, da metà del XX secolo Demelza cominciò ad essere usato comunemente come nome.

## Onomastico
Il nome è adespota, cioè non è portato da alcuna santa. L'onomastico quindi si festeggia il giorno di Ognissanti, che è il 1º novembre.

## Persone
- Demelza Wall, canoista australiana

## Il nome nelle arti
- Demelza Carne Poldark è un personaggio della serie di romanzi Poldark, scritta da Winston Graham, e dell'omonima serie televisiva da essa tratta.